# Depresja Kupczyka

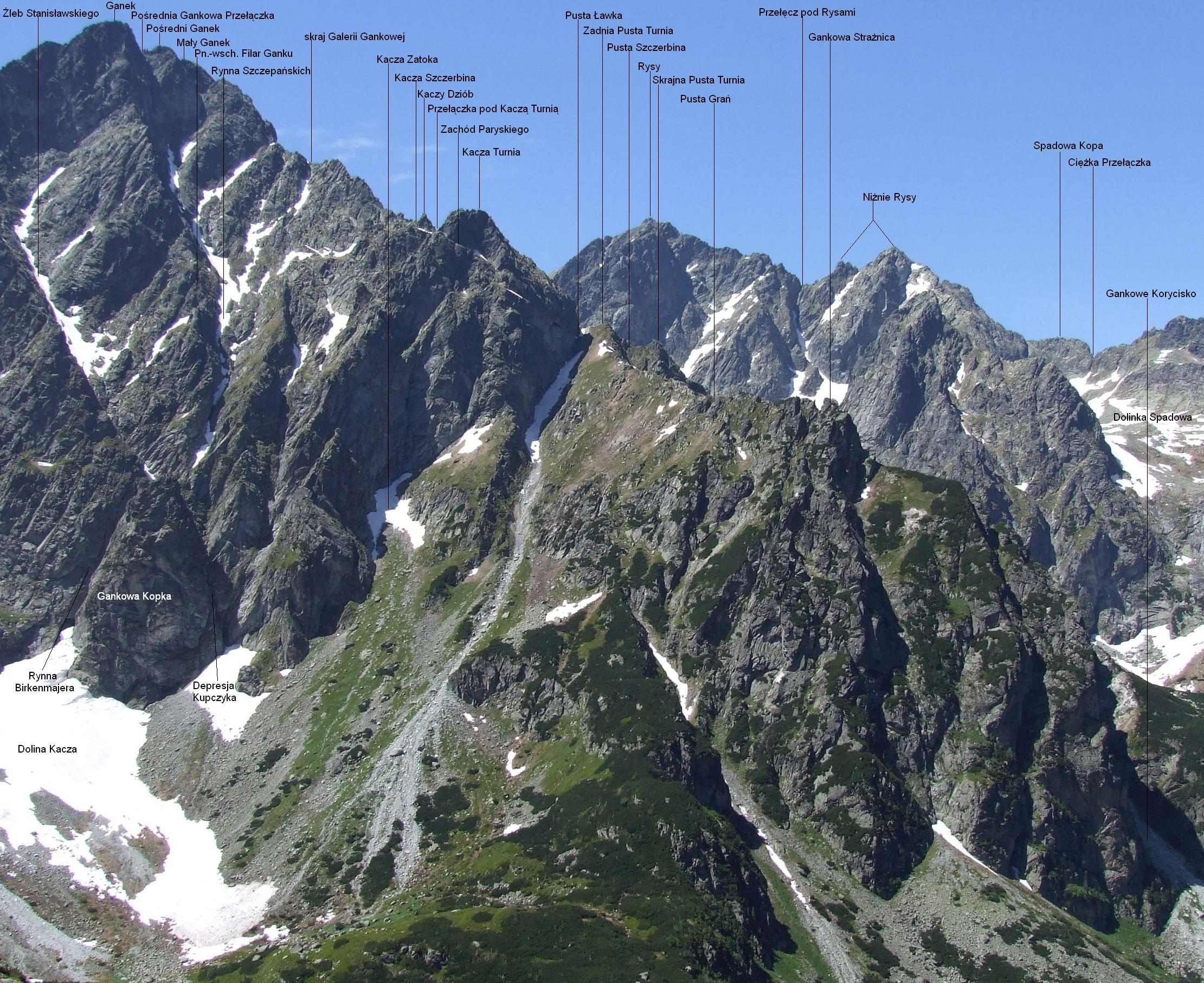
Widok z Doliny Litworowej

Depresja Kupczyka (słow. Delová rúra) – depresja w masywie Ganku w słowackich Tatrach Wysokich. Opada z wciętej na 10 m przełączki powyżej Gankowej Kopki w Dolinie Kaczej i uchodzi do Rynny Szczepańskich (przez Władysława Cywińskiego nazywanej także Żlebem Świerza). Wylot Depresji Kupczyka znajduje się kilkanaście metrów powyżej piargów. Dolna część depresji to bardzo krucha rynna. Jest bardzo stroma, miejscami nawet przewieszona, a na jej dnie rosną słabo przyrośnięte mchy. Przejście tego odcinka to V w skali tatrzańskiej. Na wysokości 30 m jest trawiasty próg, który można obejść trawersując w lewo na żebro, następnie w prawo przez eksponowaną płytę do kociołka nad progiem. Od góry uchodzą do niego 4 rynny. Prawą można po stromych trawnikach wyjść na przełączkę nad Gankową Kopką.
Pierwsze przejście
- letnie: Wincenty Birkenmajer i Kazimierz Kupczyk 15 lipca 1930 r.
- zimowe: Janusz Vogel i Paweł Vogel 13–15 grudnia 1948 r.[3]